# Fouad Jumblatt
Fouad Jumblatt (in arabo فؤاد جنبلاط‎?; ... – 6 agosto 1921) è stato un politico libanese, importante capo tribù tauran e direttore del Chouf District in Libano.
Era il padre di Kamal Jumblatt ed il nonno dell'attuale leader politico druso, Walid Jumblatt. Fu assassinato il 6 agosto 1921.
| Controllo di autorità | VIAF (EN) 5576152200833414400005 · GND (DE) 1154776883 |